# Saint-Bonnet-sur-Gironde
Saint-Bonnet-sur-Gironde är en kommun i departementet Charente-Maritime i regionen Nouvelle-Aquitaine i västra Frankrike. Kommunen ligger  i kantonen Mirambeau som ligger i arrondissementet Jonzac. År 2022 hade Saint-Bonnet-sur-Gironde 840 invånare.

## Befolkningsutveckling
Antalet invånare i kommunen Saint-Bonnet-sur-Gironde
Referens:INSEE